# Iznájar (kommunhuvudort)
Iznájar är en kommunhuvudort i Spanien.   Den ligger i provinsen Province of Córdoba och regionen Andalusien, i den södra delen av landet, 400 km söder om huvudstaden Madrid. Iznájar ligger 525 meter över havet och antalet invånare är 4 913.
Terrängen runt Iznájar är lite kuperad. Runt Iznájar är det ganska glesbefolkat, med 43 invånare per kvadratkilometer. Närmaste större samhälle är Loja, 17,0 km sydost om Iznájar. Trakten runt Iznájar består till största delen av jordbruksmark.